# 旭丘站 (宮城縣)
旭丘站（日语：／ Asahigaoka eki */?）是一個位於日本宮城縣仙台市青葉區旭丘三丁目，屬於仙台市地下鐵南北線的鐵路車站。車站編號是N04。副站名是「日立系廳仙台前」（直至令和2年3月31日）。

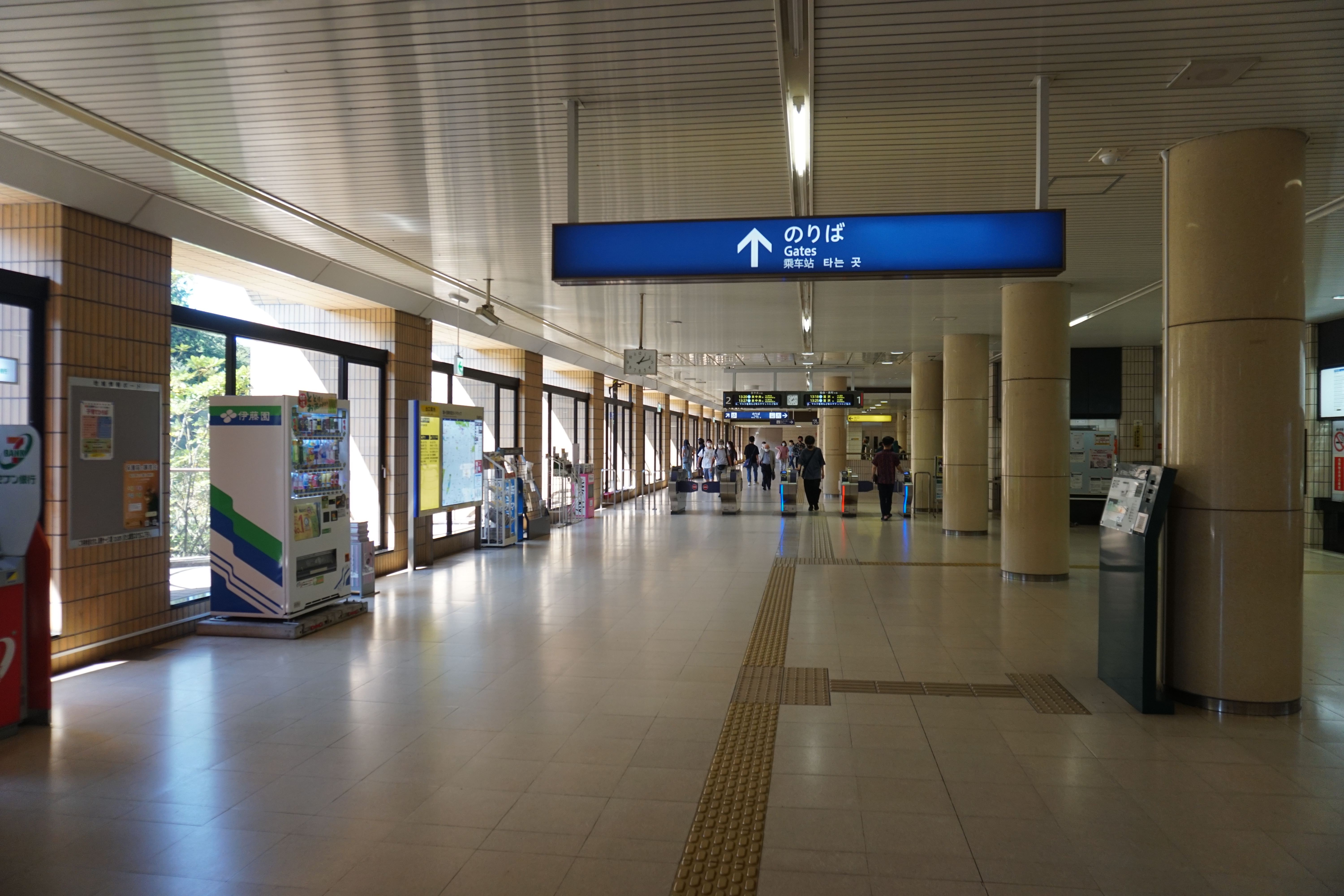
車站大廳（2022年9月）

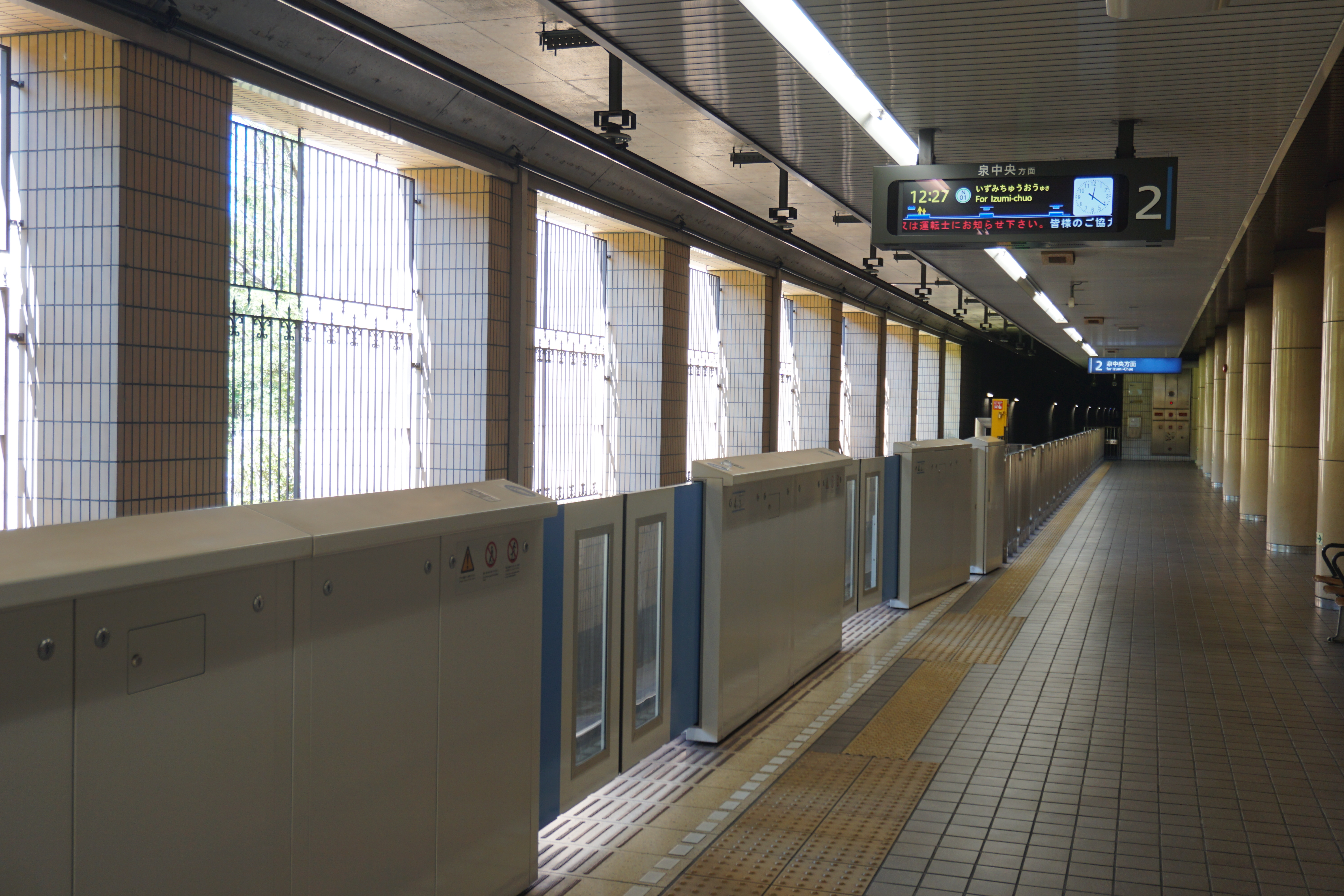
月台（2022年9月）

## 車站構造
島式月台1面2線的地底車站，大堂位於地下1樓，月台位於地下2樓。月台西端成為河岸段丘崖。

### 月台配置
| 月台 | 路線     | 目的地         |
| ---- | -------- | -------------- |
| 1    | ■ 南北線 | 仙台、富澤方向 |
| 2    | ■ 南北線 | 泉中央方向     |

## 歷史
- 1987年（昭和62年）7月15日：開業。

## 使用情況
| 上車人次推移       | 上車人次推移     |
| 年度               | 一日平均上車人次 |
| ------------------ | ---------------- |
| 2002年（平成14年） | 7,773            |
| 2003年（平成15年） | 7,621            |
| 2004年（平成16年） | 7,481            |
| 2005年（平成17年） | 7,428            |
| 2006年（平成18年） | 7,318            |
| 2007年（平成19年） | 7,162            |
| 2008年（平成20年） | 7,050            |
| 2009年（平成21年） | 6,703            |
| 2010年（平成22年） | 6,373            |
| 2011年（平成23年） | 5,672            |
| 2012年（平成24年） | 6,526            |
| 2013年（平成25年） | 6,715            |
| 2014年（平成26年） | 6,743            |
| 2015年（平成27年） | 6,839            |
| 2016年（平成28年） | 7,124            |
| 2017年（平成29年） | 7,351            |

- 2017年度（平成29年度）
  - 1日平均上車人數：7,351人[1]

一日平均上車人次（單位：人次）

## 相鄰車站
仙台市交通局（仙台市地下鐵）
■南北線
黑松（N03）－旭丘（N04）－台原（N05）

## 外部連結
- 旭丘站 （页面存档备份，存于） - 仙台市交通局（日語）